# Almamy Mathew Fall
Pour les articles homonymes, voir Fall.
Almamy Mathew Fall, né le 4 avril 2003 à Tivaouane (Sénégal), est un footballeur sénégalais qui joue au poste d' attaquant de pointe au ASC Jaraaf.

## Biographie
Almamy Mathew Fall est un footballeur sénégalais né le 4 avril 2003 à Tivaouane qui évolue au poste d'attaquant. Almamy Fall a commencé sa carrière de footballeur dans le club de sa ville ASC Damels de Tivaouane dans le championnat amateur sénégalais de football. Par la suite, en fin 2019, il rejoint le club mbourois Demba Diop FC en deuxième division où il évolue pendant deux saisons et marque plusieurs buts. En juillet 2021, Almamy Mathew Fall est transféré dans l'équipe estudiantine de Dakar UC toujours en ligue 2 où il finit par remporter le titre de meilleur buteur de la saison 2023-2024 avec 16 réalisations. Ses performances et sa constance de buteur avec le club universitaire de Dakar n'ont pas laissé insensible aux dirigeants de ASC Jaraaf qui décide de le faire signer en juillet 2024 pour un contrat de deux ans,.

## Palmarès
ASC Jaraaf
- Championnat du Sénégal
  - Champion : 2025

- Coupe du Sénégal de football
  - Finaliste : 2025

### Distinctions individuelles
- Meilleur buteur de la Ligue 2 2024